# Epigomphus tumefactus
Epigomphus tumefactus – gatunek ważki z rodziny gadziogłówkowatych (Gomphidae). Występuje na terenie Ameryki Środkowej.